# Wissem Hmam
Wissem Hmam (arabe : وسام حمام), né le 21 avril 1981 à Menzel Temime, est un handballeur tunisien jouant au poste d'arrière gauche puis, à cause d'une blessure à l'épaule, de défenseur exclusif.

## Carrière

### Joueur
Hmam commence sa carrière à l'âge de 10 ans au sein du club de l'Union sportive témimienne . En 2001, il est engagé par l'Espérance sportive de Tunis.
Il se révèle véritablement au championnat du monde organisés à Tunis, à la fin janvier 2005, durant lequel il est élu meilleur arrière gauche du tournoi, finit meilleur buteur de la compétition avec 81 buts et mène l'équipe nationale tunisienne à la quatrième place.
Grâce à ce succès, il est sollicité par les plus grands clubs européens, dont Barcelone et Montpellier. Il choisit de rejoindre ce dernier, qui est alors le quadruple champion de France. Pour sa première saison, il connaît deux nouvelles consécrations : il remporte le championnat et figure dans l'équipe type du championnat avec ses coéquipiers de l'équipe nationale Issam Tej et Heykel Megannem. Il est élu meilleur arrière gauche du championnat de France : de la saison 2005-2006 et est nommé dans l'élection du meilleur handballeur de l'année en 2005.
En juillet 1999, il rejoint les rangs de l'équipe nationale de Tunisie, avec laquelle il remporte quatre titres de champion d'Afrique.

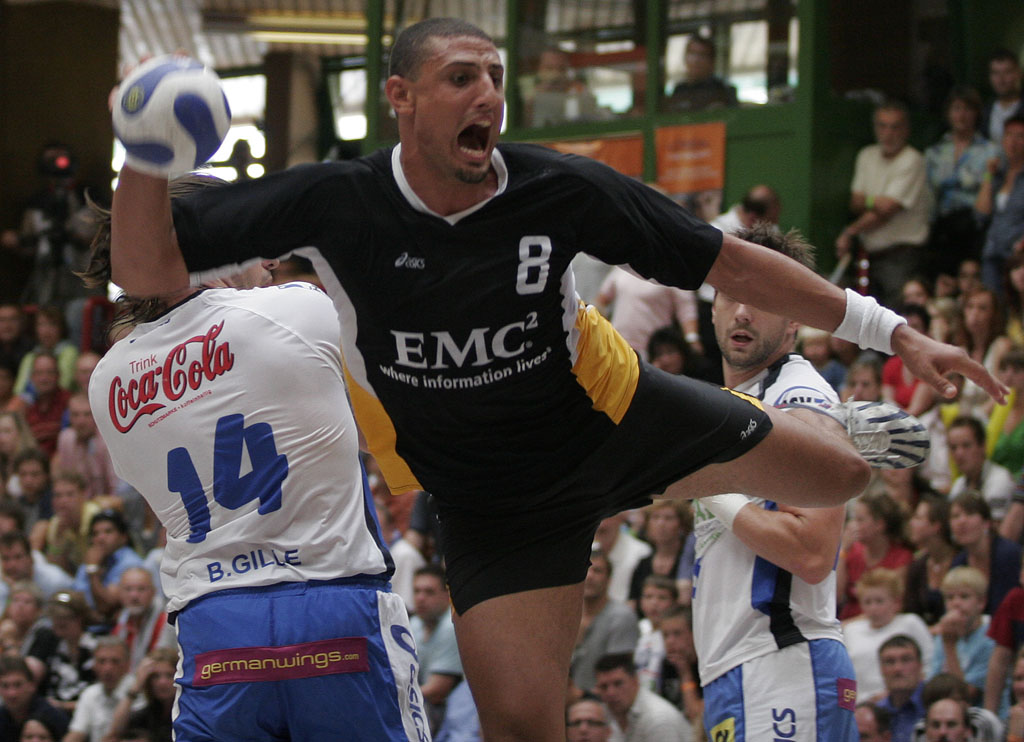
Action lors de la Schlecker Cup 2007 à Ehingen (Allemagne).
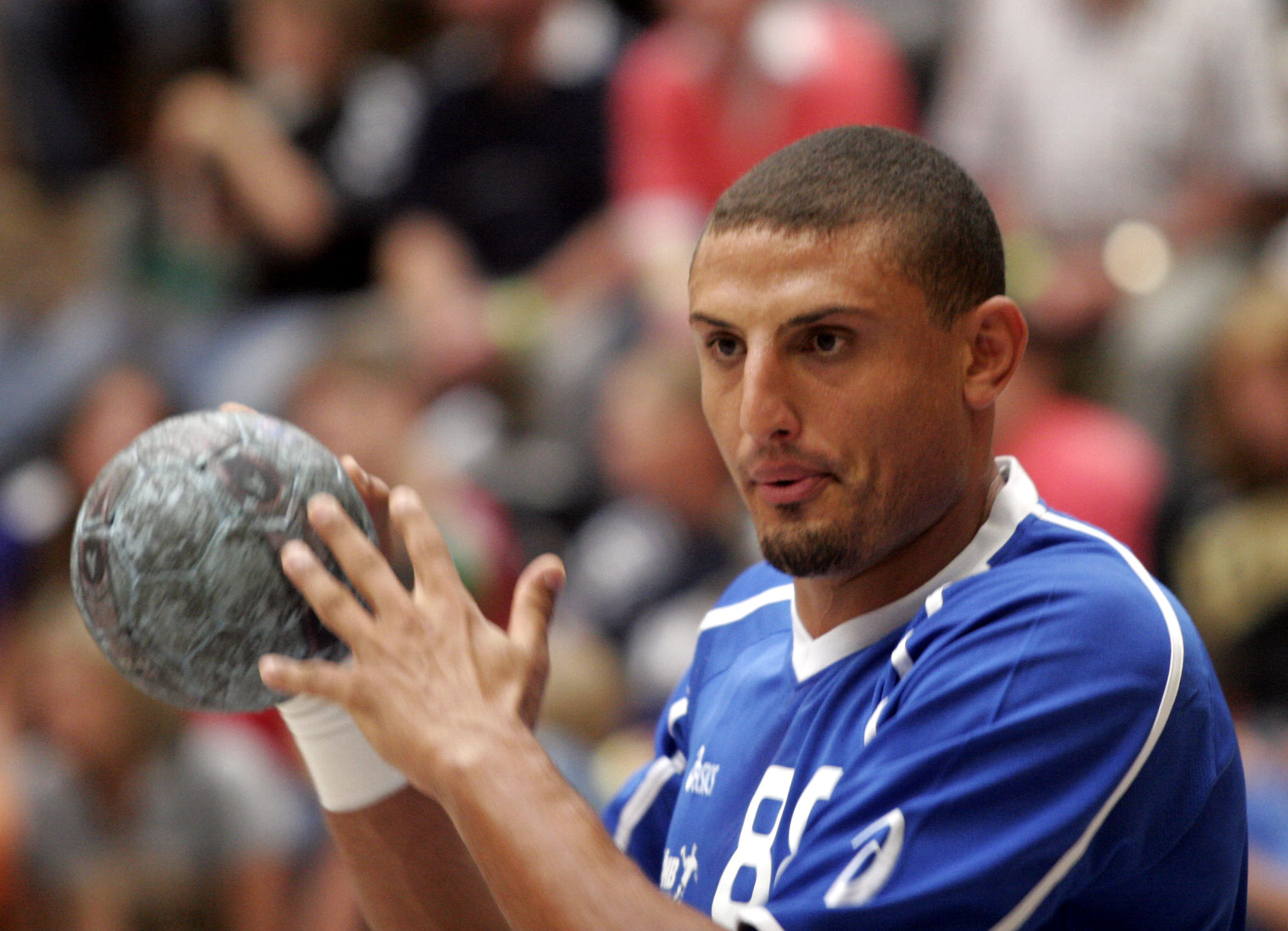
Wissem Hmam durant la Schlecker Cup 2007.
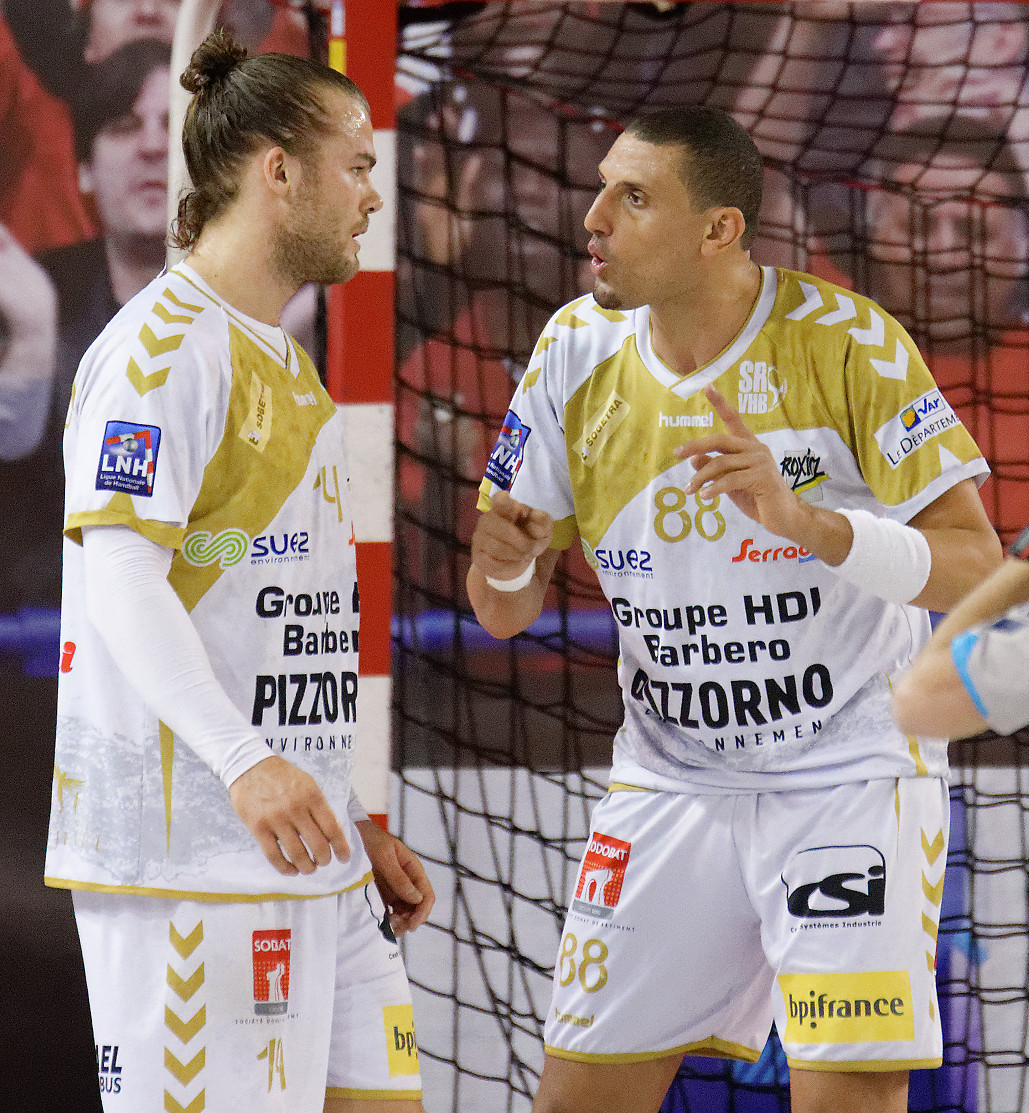
Avec Alexander Lynggaard en mars 2016.

### Entraîneur
En 2019, il devient l'entraîneur adjoint de Rareș Fortuneanu au Saint-Raphaël Var Handball.
En juin 2024, il rejoint l'ASPTT Mulhouse-Rixheim en tant qu'entraîneur.

## Palmarès

### En clubs
Compétitions internationales
- Vainqueur de la coupe d'Afrique des vainqueurs de coupe (1) : 2003
- Finaliste de la Ligue des champions d'Afrique : 2005
- Médaille de bronze à la coupe du monde des clubs 2012
- Finaliste de la coupe de l'EHF : 2014, 2018

Compétitions nationales
- Vainqueur du championnat de Tunisie (2) : 2004, 2005
- Vainqueur de la coupe de Tunisie (2) : 2002, 2005
- Vainqueur de la Super Coupe de Tunisie (1) : 2002
- Vainqueur de la coupe d'Arabie saoudite : 2005
- Vainqueur du championnat de France (6) : 2006, 2008, 2009, 2010, 2011, 2012
- Vainqueur de la coupe de France (6) : 2006, 2008, 2009, 2010, 2012, 2013
- Vainqueur de la coupe de la Ligue française (7) : 2006, 2007, 2008, 2010, 2011, 2012, 2014
- Vainqueur du Trophée des champions (2) : 2010, 2011

### En sélection nationale
Jeux olympiques
- 10e aux Jeux olympiques de 2000 à Sydney ( Australie)
- Quart de finaliste aux Jeux olympiques de 2012 à Londres ( Royaume-Uni)

Championnats du monde
- 10e au championnat du monde 2001 ( France)
- 14e au championnat du monde 2003 ( Portugal)
- 4e au championnat du monde 2005 ( Tunisie)
- 11e au championnat du monde 2007 ( Allemagne)
- 17e au championnat du monde 2009 ( Croatie)
- 20e au championnat du monde 2011 ( Suède)
- 15e au championnat du monde 2015 ( Qatar)

Championnats d'Afrique
- Médaille d'or au championnat d'Afrique 2002 ( Maroc)
- Médaille d'argent au championnat d'Afrique 2004 ( Égypte)
- Médaille d'or au championnat d'Afrique 2006 ( Tunisie)
- Médaille d'argent au championnat d'Afrique 2008 ( Angola)
- Médaille d'or au championnat d'Afrique 2010 ( Égypte)
- Médaille d'or au championnat d'Afrique 2012 ( Maroc)
- Médaille d'argent au championnat d'Afrique 2014 ( Algérie)

Autres
- Finaliste de la Coupe du monde des nations de 2006 (de) ( Suède)
- Médaillé d'argent aux Jeux méditerranéens de 2001[6] ( Tunisie)
- Médaillé de bronze aux Jeux méditerranéens de 2005[6] ( Espagne)

### Distinctions personnelles
- Co-meilleur buteur du championnat d'Afrique 2004 avec 48 buts[7]
- Élu meilleur arrière gauche et meilleur buteur du championnat du monde 2005
- Nommé dans l'élection du meilleur handballeur mondial de l'année en 2005[4]
- Élu meilleur sportif tunisien en 2005
- Élu meilleur arrière gauche du championnat de France en 2006[3]
- Élu meilleur arrière gauche et meilleur buteur de la Coupe du monde des nations 2006 (de)
- Élu meilleur arrière gauche du championnat d'Afrique 2008

## Statistiques
| Club             | Saison      | Div. | Matchs | Buts / tirs | Penalty | Total buts | Pertes balle | Avert. | 2 min |
| ---------------- | ----------- | ---- | ------ | ----------- | ------- | ---------- | ------------ | ------ | ----- |
| Montpellier AHB  | 2005 / 2006 | LNH  | 24     | 112 / 166   | 16 / 17 | 128 / 183  | 26           | 12     | 13    |
| Montpellier AHB  | 2006 / 2007 | LNH  | 23     | 95 / 137    | 4 / 5   | 99 / 142   | 29           | 12     | 18    |
| Montpellier AHB  | 2007 / 2008 | LNH  | 25     | 114 / 163   | 8 / 8   | 122 / 171  | 25           | 13     | 25    |
| Montpellier AHB  | 2008 / 2009 | LNH  | 16     | 55 / 71     | 0 / 0   | 55 / 71    | 7            | 4      | 11    |
| Montpellier AHB  | 2009 / 2010 | LNH  | 18     | 43 / 55     | 0 / 0   | 43 / 55    | 9            | 10     | 10    |
| Montpellier AHB  | 2010 / 2011 | LNH  | 10     | 3 / 5       | 0 / 0   | 3 / 5      | 2            | 7      | 5     |
| Montpellier AHB  | 2011 / 2012 | LNH  | 26     | 34 / 64     | 0 / 0   | 34 / 64    | 22           | 11     | 28    |
| Montpellier AHB  | 2012 / 2013 | LNH  | 26     | 24 / 34     | 0 / 0   | 24 / 34    | 20           | 1      | 28    |
| Montpellier AHB  | 2013 / 2014 | LNH  | 26     | 1 / 1       | 0 / 0   | 1 / 1      | 8            | 12     | 22    |
| Saint-Raphaël VH | 2014 / 2015 | LNH  | 26     | 11 / 14     | 0 / 1   | 11 / 15    | 9            | 17     | 25    |
| Saint-Raphaël VH | 2015 / 2016 | LNH  | 22     | 11 / 13     | 0 / 0   | 11 / 13    | 2            | 11     | 16    |
| Sous-total       | Sous-total  | -    | 240    | 531 / 713   | 28 / 30 | 523 / 743  | 151          | 108    | 199   |